# Campeonato Mundial de Ginástica Artística de 1995 - Resultados femininos
Os resultados femininos no Campeonato Mundial de Ginástica Artística de 1995 somaram dezoito medalhas nas seis provas disputadas.

## Resultados

### Equipes
Finais
| Pos.              | País           | Pts     |
| ----------------- | -------------- | ------- |
| Medalha de ouro   | Roménia        | 387,365 |
| Medalha de prata  | China          | 386,476 |
| Medalha de bronze | Estados Unidos | 384,705 |
| 4                 | Rússia         | 384,689 |
| 5                 | Ucrânia        | 382,004 |
| 6                 | França         | 378,203 |
| 7                 | Espanha        | 378,003 |
| 8                 | Bielorrússia   | 375,512 |

### Individual geral
Finais
| Pos.              | País           | Ginasta              | Pontos |
| ----------------- | -------------- | -------------------- | ------ |
| Medalha de ouro   | Ucrânia        | Lilia Podkopayeva    | 39,248 |
| Medalha de prata  | Rússia         | Svetlana Khorkina    | 39,130 |
| Medalha de bronze | Roménia        | Lavinia Milosovici   | 39,086 |
| 4                 | Roménia        | Simona Amanar        | 39,049 |
| 5                 | Estados Unidos | Dominique Moceanu    | 38,886 |
| 6                 | China          | Mo Huilan            | 38,754 |
| 7                 | Estados Unidos | Kerri Strug          | 38,749 |
| 8                 | Rússia         | Dina Kochetkova      | 38,686 |
| 9                 | China          | Mao Yanling          | 38,630 |
| 10                | Bielorrússia   | Elena Piskun         | 38,530 |
| 11                | Ucrânia        | Irina Boulakhova     | 38,462 |
| 12                | Estados Unidos | Shannon Miller       | 38,386 |
| 13                | França         | Laetitia Begue       | 38,311 |
| 14                | Roménia        | Gina Gogean          | 38,280 |
| 15                | Grécia         | Vasiliki Tsavdaridou | 38,267 |
| 16                | Bielorrússia   | Svetlana Boginskaya  | 38,261 |
| 17                | Espanha        | Joana Juarez         | 38,217 |
| 18                | França         | Elvire Teza          | 38,199 |
| 19                | Uzbequistão    | Oksana Chusovitina   | 38,180 |
| 20                | Espanha        | Mercedes Pacheco     | 38,167 |
| 21                | Rússia         | Elena Grosheva       | 37,955 |
| 22                | Espanha        | Monica Martin        | 37,867 |
| 23                | Hungria        | Adrienn Nyeste       | 37,855 |
| 24                | Ucrânia        | Anna Mirgorodskaia   | 37,799 |
| 25                | Hungria        | Nikolett Krausz      | 37,705 |
| 26                | Bielorrússia   | Olga Yurkina         | 37,667 |
| 27                | China          | Meng Fei             | 37,567 |
| 28                | Japão          | Risa Sugawara        | 37,435 |
| 29                | França         | Isabelle Severino    | 37,205 |
| 30                | Grécia         | Kyriaki Firinidou    | 37,100 |
| 31                | Japão          | Miho Hashiguchi      | 37,086 |
| 32                | Austrália      | Joanna Hughes        | 36,954 |
| 33                | Alemanha       | Yvonne Pioch         | 36,768 |
| 34                | Grécia         | Virginia Karentzou   | 36,705 |
| 35                | Brasil         | Soraya Carvalho      | 36,292 |
| 36                | Cazaquistão    | Irina Yevdokimova    | 35,168 |

| Pos.              | País        | Ginasta            | Pts   |
| ----------------- | ----------- | ------------------ | ----- |
| Medalha de ouro   | Roménia     | Simona Amanar      | 9,781 |
| Medalha de ouro   | Ucrânia     | Lilia Podkopayeva  | 9,781 |
| Medalha de bronze | Roménia     | Gina Gogean        | 9,706 |
| 4                 | China       | Mo Huilan          | 9,643 |
| 5                 | Rússia      | Svetlana Khorkina  | 9,618 |
| 6                 | Uzbequistão | Oksana Chusovitina | 9,612 |
| 7                 | Rússia      | Elena Grosheva     | 9,293 |
| 8                 | China       | Meng Fei           | 4,831 |

| Pos.             | País           | Ginasta             | Pts   |
| ---------------- | -------------- | ------------------- | ----- |
| Medalha de ouro  | Rússia         | Svetlana Khorkina   | 9,900 |
| Medalha de prata | China          | Mo Huilan           | 9,837 |
| Medalha de prata | Ucrânia        | Lilia Podkopayeva   | 9,837 |
| 4                | Roménia        | Alexandra Marinescu | 9,800 |
| 5                | Roménia        | Lavinia Milosovici  | 9,775 |
| 6                | Rússia         | Dina Kochetkova     | 9,737 |
| 7                | Estados Unidos | Shannon Miller      | 9,712 |
| 8                | Estados Unidos | Jaycie Phelps       | 9,687 |

| Pos.             | País           | Ginasta             | Pts   |
| ---------------- | -------------- | ------------------- | ----- |
| Medalha de ouro  | China          | Mo Huilan           | 9,900 |
| Medalha de prata | Estados Unidos | Dominique Moceanu   | 9,837 |
| Medalha de prata | Ucrânia        | Lilia Podkopayeva   | 9,837 |
| 4                | Roménia        | Alexandra Marinescu | 9,737 |
| 4                | Estados Unidos | Shannon Miller      | 9,737 |
| 6                | Rússia         | Dina Kochetkova     | 9,725 |
| 7                | China          | Qiao Ya             | 9,625 |
| 8                | Rússia         | Elena Grosheva      | 9,562 |

| Pos.              | País           | Ginasta           | Pts   |
| ----------------- | -------------- | ----------------- | ----- |
| Medalha de ouro   | Roménia        | Gina Gogean       | 9,825 |
| Medalha de prata  | China          | Ji Liya           | 9,675 |
| Medalha de bronze | França         | Ludivine Furnon   | 9,625 |
| 4                 | China          | Mo Huilan         | 9,600 |
| 5                 | Espanha        | Joana Juarez      | 9,462 |
| 6                 | Roménia        | Simona Amanar     | 9,437 |
| 7                 | Estados Unidos | Dominique Moceanu | 9,087 |
| 7                 | Ucrânia        | Lilia Podkopayeva | 9,087 |